# Signiphora euclidi
Signiphora euclidi är en stekelart som beskrevs av Girault 1935. Signiphora euclidi ingår i släktet Signiphora och familjen långklubbsteklar. Inga underarter finns listade i Catalogue of Life.